# 저녁

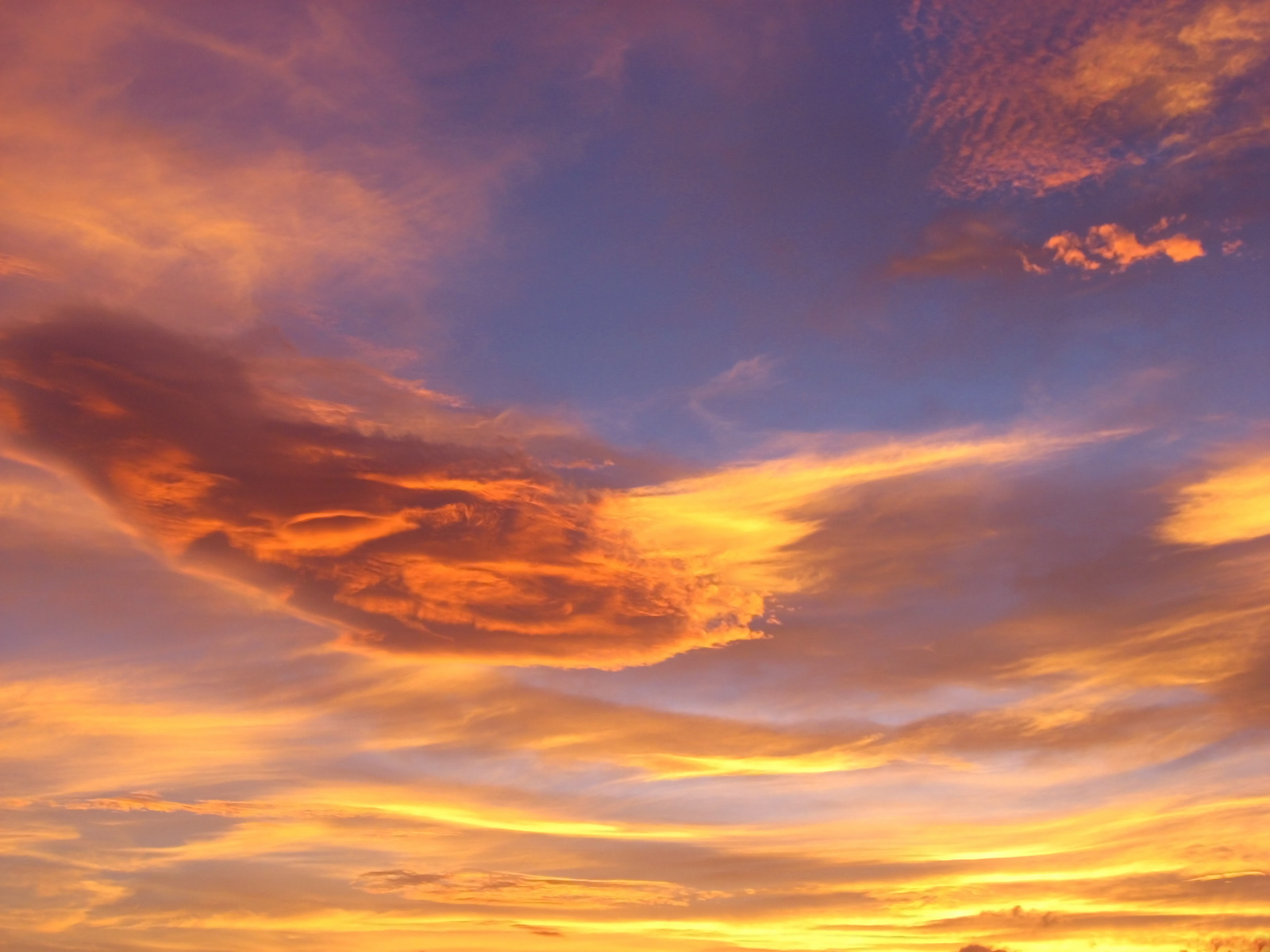
저녁

저녁은 햇빛이 지고 늦은 낮과 밤 사이의 하루이다. 이 용어는 주관적이지만, 대개 저녁은 온도가 떨어지는 박모 직전에 시작하여 완전히 어둠에 이르는 시간대까지로 간주된다. 저녁은 하루뿐 아니라 저녁밥이라는 식사의 뜻으로도 쓰이고 새벽과 정반대이다.
저녁놀은 저녁에 끼는 노을을 말하며, 저녁볕은 저녁에 기우는 해를 말하며 석양이라고도 부르기도 한다.

## 같이 보기
- 새벽
- 아침
- 낮
- 밤
- 해넘이